# Sergei Anatoljewitsch Nawolokin
Sergei Anatoljewitsch Nawolokin (russisch Сергей Анатольевич Наволокин; * 13. Oktober 1963 in Almaty) ist ein ehemaliger sowjetischer Radrennfahrer und Weltmeister im Radsport.

## Sportliche Laufbahn
Nawolokin ist kasachischer Abstammung. Er war im Straßenradsport aktiv. Er startete in der ehemaligen Sowjetunion in der Nationalmannschaft der Straßenfahrer.
1980 wurde er Dritter im Straßenrennen der Straßenradsport-Weltmeisterschaften der Junioren. 1981 gewann er im Mannschaftszeitfahren der Straßenradsport-Weltmeisterschaften der Junioren die Silbermedaille. Als Amateur wurde er 1983 bei den Straßenradsport-Weltmeisterschaften in den Niederlanden Weltmeister im Mannschaftszeitfahren. Der sowjetische Vierer gewann den Titel mit Sergei Nawolokin, Juri Kaschirin, Oleh Tschuschda und Oleksandr Sinowjew. Das Etappenrennen Csepel-Cup in Ungarn gewann Nawolokin 1981 mit zwei Etappensiegen. 1984 holte er mit Sergei Woronin, Jewgeni Korolkow und Wiktor Klimow den nationalen Titel im Mannschaftszeitfahren. In der Niedersachsen-Rundfahrt gewann er 1983 und 1984 jeweils eine Etappe.